# Rio Metsamor
Metsamor (em armênio: Մեծամոր; romaniz.: Mecamor), anteriormente chamado Sevejur, é um rio na Transcaucásia, um tributário do Araxes. Flui pelas províncias modernas de Armavir e Ararate, na Armênia. Segundo Sebeos, em 640, no contexto da conquista muçulmana da Armênia, Vardique de Moxoena ajudou os invasores a cruzarem a ponte sobre o Metsamor, onde pilharam os assentamentos locais. Pouco depois, Sapor I, Cacheano e Teodoro, ao avistarem a chegada dos inimigos, fugiram em direção a Dúbio, destruindo a ponte do Metsamor.